# Reinaldo Alagoano
Reinaldo Alagoano (født 13. april 1986) er en brasiliansk fodboldspiller.